# Colpejador
El colpejador és una placa de material dur encolada sobre la tapa harmònica d'alguns cordòfons de mànec per colpejar-hi amb els dits o el plectre, i evitar que la tapa es faci malbé. En les guitarres elèctriques s'usa per subjectar l'interruptor, potenciòmetre i els botons.
Tradicionalment el colpejador es feia amb una fusta molt prima retallada en forma de cor, i a finals de la dècada de 1940, Fender va començar a fabricar-los de plàstic i en l'actualitat es fan de molts materials: sintètics, alumini, fusta noble, acer inoxidable entre d'altres.
És un lloc habitual per als autògrafs, ja que el colpejador signat es pot desprendre fàcilment i traslladar-lo a una altra guitarra o vendre’l per separat com a record.